# Stephanie Rice
Stephanie Rice (Brisbane, 17. lipnja 1988.) je australska plivačica.
Trostruka je olimpijska pobjednica u plivanju.